# سيلفيوم (كابل بحري)
سيلفيوم Silphium، هو أول كابل اتصالات بحري ليبي. يبلغ طوله 425 كم، ويصل بين مدينة درنة الليبية عابراً البحر المتوسط، مروراً بكريت، وصولاً إلى محطة الكابلات الدولية في خانيا في اليونان. إجمالي قدرة الكابل 1.2 تِـرا بايت. سيوفر مبدئياً 10 جيجا بايت لكل طول موجي، ويمكن أن تزيد إلى 40 جيجا بايت و100 جيجا بايت مع زيادة الطلب.

## المشروع
سيلفيوم هو أول منظومة كابلات اتصالات بحري في ليبيا، افتتح في 7 يناير 2013. تمتلكه شركة الاتصالات الليبية الدولية، بالاشتراك مع هواوي لخدمات الانترنت.
أعلنت الشركتان عن بدء المشروع في يونيو 2010، وتأجل المشروع بعد قيام الثورة الليبية 2011.
قامت جلوبال مارين سيستمز ببناء الكابل، وتولت هواوِيْ الصينية تمديده تحت البحر، وتقوم أوتيگلوب اليونانية بتشغيل الجزء البري من الكابل، في خانيا، اليونان، وعلى الجانب الليبية، تقوم الاتصالات في ليبيا بتشغيل الجزء البري على الأراضي الليبية.

## نقاط الإنزال
- درنة، ليبيا
- خانيا، كريت، اليونان

## الخصائص التقنية
يمتد الكابل بطول 425 كم، وهو أطول كابل اتصالات بحري بدون مكررات في العالم، حسب ما أعلنته شركة الاتصالات الدولية الليبية وشريكتها الصينية هواوِيْ. يصل الكابل بين درنة في ليبيا مروراً بكريت، وصولاً إلى محطة الكابلات الدولية في خانيا في اليونان. وتستقبل محطة كابلات خانيا بالفعل الكثير من أنظمة الكابلات الدولية الرئيسية، وتم اختيارها لارتفاع مستوى الخدمات بها، ووجود خيارات واسعة للاتصال مع بوابات الاتصالات الكبرى في أوروبا.
إجمالي قدرة الكابل 1.2 تِـرا بايت. سيوفر مبدئياً 10 گيگا بايت لكل طول موجي، ويمكن أن تزيد إلى 40 گيگا بايت و100 گيگا بايت مع زيادة الطلب.
سيصل سيلفيوم بين لبيبيا والكثير من محاور الإنترنت الأوروپية عن طريق نقاط برية في خانيا، والتي ستديرها أوتيگلوب. وهو ثالث كابل ألياف ضوئية بحري يخدم السوق الليبي. وهذا الكابل هو ثاني كابل اتصالات بحري تبنيه هواوِيْ في ليبيا.

## حوادث
في 28 أغسطس 2013، وقع انفجار في نقطة إنزال الكابل على سواحل مدينة درنة مما أدى لإلحاق أضرار كبيرة بغرفة نقطة الإنزال. نتج عن الانفجار انقطاع للكابل المغذي لمدن درنة وسوسة وطبرق دون أن تتسبب في توقف الاتصالات. وقع الانفجار في الساعة 2.15 صباحاً، وتم نقل الخدمة آياً على كابل الحماية لشبكة الجيل القادم. الخدة الدولية المتأثرة بهذا العطل هي خدمة الإنترنت سعة 1 گيگا الخاصة بشركة ليبيا للاتصالات والتقنية والمستخدمة للمنطقة الشرقية، كما تسبب في توقف حركة الكابل البحري في اتجاهي طبرق - سوسة نتيجة انقطاع الكابل البحري في الغرفة الرئيسية.
في 29 أكتوبر 2013، حدث انفجار ضخم في نقطة إنزال الكابل بمدينة درنة. نتج الانفجار عن حقيبة متفجرات وضعها مجهولون فجراً بهدف تدمير المشروع، مما تسبب إلحاق أضرار بالغة بشدة خشبية مجهزة لبناء الحوائط الخرسانية ما أضر بحديد التسليح الذي كان جاهزاً لصب الخلطة الأسمنتية، حول نقطة الإنزال. هذا ولم يسفر الانفجار عن تأثر خدمة الإنترنت داخل ليبيا.